# Palatul Prefecturii din Cluj
Palatul Prefecturii din Cluj este un edificiu situat pe B-dul 21 decembrie 1989, la nr.58 și Piața Avram Iancu nr.12, construit la începutul secolului al XX-lea după planurile arhitectului Josef Huber.

## Istoric
Clădirea a fost ridicată în 1910 de către József Huber, drept sediu pentru Camera de Comerț și Industrie din Cluj. Clădirea este o îmbinare a secessionului francez cu elemente gotice, renascentiste și de inspirație populară.